# Теорема Цермело
Теорема Цермело (принцип вполне упорядочивания) — теорема теории множеств Цермело — Френкеля с аксиомой выбора, утверждающая, что на всяком множестве можно ввести такое отношение порядка, что множество будет вполне упорядоченным. 
Одна из важнейших теорем в теории множеств. Названа в честь немецкого математика Эрнста Цермело. Теорема Цермело в ZF эквивалентна аксиоме выбора.

## История
Принцип вполне упорядочивания был впервые предложен Георгом Кантором в 1883 году. Он считал, что утверждение этой теоремы является «фундаментальным принципом мысли». Действительно, любое подмножество натуральных чисел можно тривиально вполне упорядочить, например, перенеся порядок с множества натуральных чисел. Однако большинству математиков трудно представить себе полный порядок уже, например, множества {\displaystyle \mathbb {R} } действительных чисел. По этой причине его принцип не обрёл много сторонников. К 1897 году Кантор получил доказательство принципа вполне упорядочивания, однако отказался дать разрешение на его публикацию. Его доказательство столкнулось с парадоксом Бурали-Форти, который он решил при помощи введения понятия противоречивых классов (в современной математике их называют собственные классы). В 1903 году Филип Журден независимо получает похожее доказательство, списывается с Кантором по поводу него и в январе 1904 года публикует его. В своём доказательстве Журден улучшил определение Кантора противоречивого множества, но всё равно не обрёл достаточное количество сторонников. Оба доказательства и Кантора, и Журдена неявно опирались на аксиому выбора. В августе 1904 года Дьюла Кёниг сообщил, что доказал, что вполне упорядочения для множества действительных чисел не может существовать, однако Эрнст Цермело на следующий день обнаружил ошибку. В начале сентября 1904 года Журден обнаружил неточность в своём доказательстве и отказался от него. В конце сентября 1904 Цермело опубликовал свою известнейшую работу, в которой дал своё доказательство принципа вполне упорядоченности. Его доказательство опиралось на впервые сформулированную в этой же работе аксиому выбора. При этом в доказательстве Цермело в отличие от Кантора и Журдена не было никаких пояснений о том, как он избегает парадокса Бурали-Форти. Это доказательство вызвало большую дискуссию в математическом сообществе по поводу аксиомы выбора и шквал критики из-за парадокса Бурали-Форти. В ответ на эту критику Цермело в 1908 году создаёт свою аксиоматизацию теории множеств, в которой отказывается от принципа свёртывания, и передоказывает в ней принцип вполне упорядочивания. Из-за отказа от принципа свёртывания, парадокс Бурали-Форти в его аксиоматике не появляется и проблема решается без упоминяния собственных классов.

## Доказательство
Доказательство см. в статье Утверждения, эквивалентные аксиоме выбора.